# Замёрзшая река
«Замёрзшая река» (англ. Frozen River) — кинофильм режиссёра Кортни Хант, вышедший на экраны в 2008 году.

## Сюжет
Продавщица Рэй Эдди живёт со своими двумя сыновьями в бараке-трейлере на севере штата Нью-Йорк, недалеко от канадской границы. После исчезновения мужа семья еле сводит концы с концами, а деньги, внесённые за новый дом, могут исчезнуть, если в ближайшие дни не внести очередной платёж. Разыскивая мужа на территории резервации могавков, Рэй знакомится с молодой индейской женщиной по имени Лайла. Последняя занимается контрабандой и вскоре втягивает Рэй в деятельность по перевозке нелегальных иммигрантов по льду замёрзшей реки, отделяющей Канаду от США.

## В ролях
- Мелисса Лео — Рэй Эдди
- Мисти Апхэм — Лайла Литтлвулф
- Чарли Макдермотт — Трой (Ти-Джей) Эдди
- Майкл О’Киф — полицейский Кеннеди
- Марк Бун младший — Жак Брюно
- Джеймс Райлли — Рикки Эдди
- Дилан Карусона — Джимми

## Награды и номинации
- 2008 — Гран-при жюри кинофестиваля «Санденс» в категории «драма» (Кортни Хант).
- 2008 — премии Национального совета кинокритиков США за лучший режиссёрский дебют (Кортни Хант) и приз «Прожектор» (Мелисса Лео), а также попадание в топ лучших независимых фильмов.
- 2008 — три приза кинофестиваля в Сан-Себастьяне: SIGNIS Award и TVE Otra Mirada Award (обе — Кортни Хант), «Серебряная раковина» за лучшую женскую роль (Мелисса Лео).
- 2008 — приз «Бронзовая лошадь» Стокгольмского кинофестиваля (Кортни Хант).
- 2008 — три номинации на премию «Спутник»: лучший фильм-драма, лучший оригинальный сценарий (Кортни Хант), лучшая драматическая актриса (Мелисса Лео).
- 2009 — две номинации на премию «Оскар»: лучшая женская роль (Мелисса Лео), лучший оригинальный сценарий (Кортни Хант).
- 2009 — фильм года по версии Американского института киноискусства.
- 2009 — две премии «Независимый дух»: лучшая женская роль (Мелисса Лео), лучший продюсер (Хизер Рэй). Кроме того, фильм был номинирован в 5 категориях: лучший фильм (Хизер Рэй, Чип Хурихан), лучший режиссёр (Кортни Хант), лучший первый сценарий (Кортни Хант), лучший актер второго плана (Чарли Макдермотт), лучшая актриса второго плана (Мисти Апхэм).
- 2009 — номинация на премию Гильдии киноактёров США за лучшую женскую роль (Мелисса Лео).